# Overcooked 2
Overcooked 2 (estilizado como Overcooked! 2) é um jogo eletrônico cooperativo de simulação de cozinha desenvolvido pela Ghost Town Games e publicado pela Team17. Uma sequência de Overcooked!, ele foi lançado para Microsoft Windows, Nintendo Switch, PlayStation 4 e Xbox One em 7 de agosto de 2018, e para o serviço de streaming de jogo Amazon Luna em 21 de outubro de 2020. O jogo também foi incluído na coleção Overcooked: All You Can Eat, junto com seu predecessor e todos os conteúdos para download lançados para ambos.

## Jogabilidade

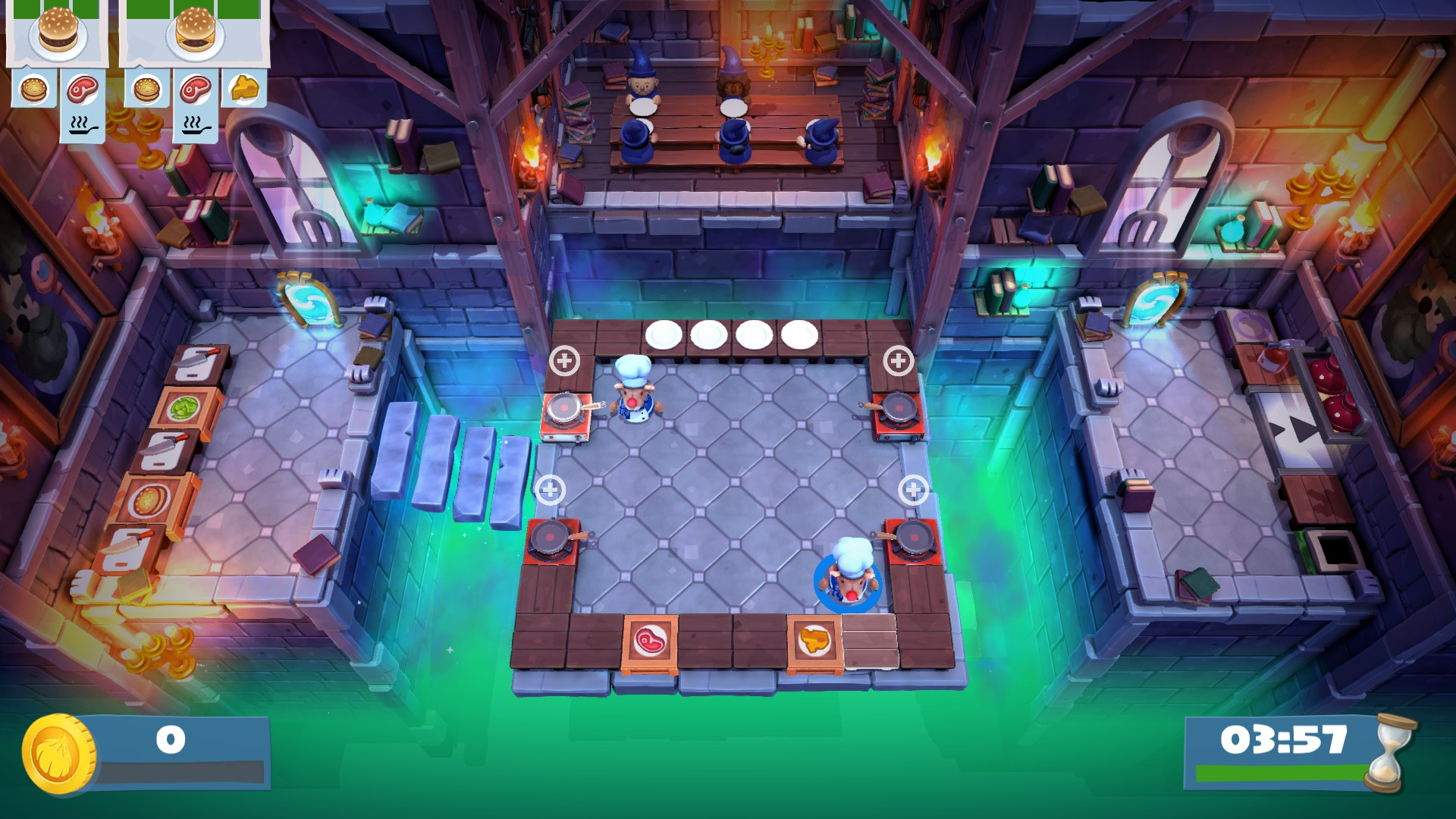
Captura de tela de Overcooked 2

Em Overcooked 2, equipes de até quatro jogadores preparam e cozinham pedidos, de forma cooperativa, em restaurantes absurdos. Os jogadores coletam, cortam e cozinham ingredientes, os combinam em pratos, servem refeições e lavam pratos. Entre coordenar pedidos e bater nos personagens de outros jogadores, o jogo tende a se tornar caótico. A sequência expande a partir da base do primeiro jogo, que foi lançado em 2016, com novo níveis, temas de restaurantes, personagens de chefes e receitas. Alguns níveis possuem pisos que se movem e outros obstáculos que complicam o processo dos jogadores, como portais, esteiras rolantes e fogos intransitáveis. Outros níveis incluem uma transição entre diferentes cenários e receitas, como um onde os jogadores começam preparando saladas em um balão de ar quente e acabam aterrissando em uma cozinha de sushi. A sequência inclui a possibilidade de atirar ingredientes, para que os jogadores possam jogá-los para outro cozinheiro ou para uma panela à distância, e modos de multijogador online, onde equipes podem se conectar através de uma rede local ou através de matchmaking online.

## Desenvolvimento
Overcooked 2 foi lançado para Microsoft Windows, Nintendo Switch, PlayStation 4 e Xbox One em 7 de agosto de 2018, desenvolvido pela Ghost Town Games e publicado pela Team17. Ele foi anunciado um mês antes, na E3 2018. Além do jogo base, os desenvolvedores criaram conteúdos cosméticos adicionais, como uma fantasia de personagem de ornitorrinco exclusiva ao lançamento para Nintendo Switch e um pacote de outras fantasias de personagem como um bônus de pré-venda. Em 24 de setembro de 2020, foi revelado que o jogo seria lançado para o Amazon Luna no dia do lançamento da plataforma, 21 de outubro de 2020. Em novembro de 2020, ele foi lançado na compilação Overcooked: All You Can Eat para PlayStation 5 e Xbox Series X/S, junto com seu predecessor e todos os conteúdos para download lançados para ambos até então.

## Recepção
De acordo com o agregador de críticas Metacritic, Overcooked 2 foi recebido com "críticas geralmente positivas" em todas as suas versões, com uma nota agregada média de 83 de 100 para Xbox One e 81 de 100 para Microsoft Windows, Nintendo Switch e PlayStation 4.
Escrevendo para a GameSpot, Kallie Plagge elogiou a jogabilidade de Overcooked 2, afirmando que "jogar de qualquer jeito pode ser tão divertido quanto tentar uma pontuação alta," e que o jogo apelaria para jogadores casuais e competitivos da mesma forma. Mesmo gostando das novas mecânicas de arremesso de alimentos, a redatora lamentou que jogar em modos de um jogador não era divertido o suficiente e não oferecia a mesma satisfação dos modos multijogador. O mesmo sentimento foi ecoado por Michael Leri, da GameRevolution, que garantiu que "o modo cooperativo é necessário para aproveitar o jogo por completo," mas que o jogo funcionava de forma brilhante quando jogado entre dois, três ou quatro jogadores, e que esses modos "encorajam e recompensam o trabalho em equipe". Muitos outros críticos também elogiaram os modos cooperativos do jogo, positivamente os chamando de "frenéticos", "loucos" e "fantásticos"
Apesar de críticos terem elogiado os aspectos artísticos e criativos do jogo, a interface de usuário foi negativamente criticada por ser "intrusiva", atrapalhar a jogabilidade e esconder informações importantes. Sam Loveridge, escrevendo para a GamesRadar+, também criticou a interface do jogo ao dizer que a "tela pode parecer um pouco caótica demais".

### Prêmios
| Ano  | Premiação                                             | Prêmio                                        | Resultado | Ref.          |
| ---- | ----------------------------------------------------- | --------------------------------------------- | --------- | ------------- |
| 2018 | Game Critics Awards                                   | Melhor Jogo Social/de Família                 | Venceu    | [ 24 ]        |
| 2018 | Game Critics Awards                                   | Melhor Jogo Independente                      | Indicado  | [ 24 ]        |
| 2018 | Golden Joystick Awards                                | Melhor Jogo Cooperativo                       | Indicado  | [ 27 ] [ 28 ] |
| 2018 | The Game Awards 2018                                  | Melhor Jogo de Família                        | Venceu    | [ 25 ]        |
| 2018 | Gamer's Choice Awards                                 | Jogo Multijogador de Família Favorito dos Fãs | Indicado  | [ 29 ]        |
| 2018 | Australian Games Awards                               | Título Infantil/de Família do Ano             | Indicado  | [ 30 ]        |
| 2019 | National Academy of Video Game Trade Reviewers Awards | Design de Controles, 2D ou 3D Limitado        | Indicado  | [ 31 ]        |
| 2019 | National Academy of Video Game Trade Reviewers Awards | Jogo, Franquia Familiar                       | Indicado  | [ 31 ]        |
| 2019 | SXSW Gaming Awards                                    | Excelência em Multijogador                    | Indicado  | [ 32 ]        |
| 2019 | 15th British Academy Games Awards                     | Jogo Britânico                                | Indicado  | [ 33 ]        |
| 2019 | 15th British Academy Games Awards                     | Família                                       | Indicado  | [ 33 ]        |
| 2019 | 15th British Academy Games Awards                     | Multijogador                                  | Indicado  | [ 33 ]        |
| 2019 | Italian Video Game Awards                             | Melhor Jogo de Família                        | Indicado  | [ 34 ]        |
| 2019 | Develop:Star Awards                                   | Jogo do Ano                                   | Venceu    | [ 26 ]        |
| 2019 | The Independent Game Developers' Association Awards   | Melhor Jogo Social                            | Indicado  | [ 35 ]        |